# سیگموندسبورگ
سیگموندسبورگ (به آلمانی: Siegmundsburg) یک منطقهٔ مسکونی در آلمان است که در نویهاوس آم رن‌وگ واقع شده‌است. سیگموندسبورگ ۲۲۷ نفر جمعیت دارد.